# Liste der Kreisstraßen im Landkreis Offenbach
Die Liste der Kreisstraßen im Landkreis Offenbach ist eine Auflistung der Kreisstraßen im hessischen Landkreis Offenbach.

## Abkürzungen
- K: Kreisstraße
- L: Landesstraße

## Liste
Die Kreisstraßen behalten die ihnen zugewiesene Nummer innerhalb des Regierungsbezirks Darmstadt in der Regel auch bei einem Wechsel in einen anderen Landkreis oder in eine kreisfreie Stadt. Nicht vorhandene bzw. nicht nachgewiesene Kreisstraßen werden in Kursivdruck gekennzeichnet, ebenso Straßen und Straßenabschnitte, die unabhängig vom Grund (Herabstufung zu einer Gemeindestraße oder Höherstufung) keine Kreisstraßen mehr sind.
Der Straßenverlauf wird in der Regel von Nord nach Süd und von West nach Ost angegeben.
| Nr.   | Verlauf                                                                      |
| ----- | ---------------------------------------------------------------------------- |
| K 163 | Zeppelinheim – L 3262                                                        |
| K 168 | in Langen – in Egelsbach                                                     |
| K 171 | L 3262 in Dreieich – Dreieichenhain – K 172 – K 173 – L 3317 in Götzenhain   |
| K 172 | K 173 in Dreieichenhain –                                                    |
| K 173 | K 171 – Götzenhain – L 3317 – L 3001 in Hexenberg                            |
| K 174 | L 3001 in Hexenberg – Dietzenbach – Dudenhofen – Jügesheim – /L 3121         |
| K 180 | Offenthal – L 3001                                                           |
| K 185 | Seligenstadt – Klein-Welzheim – Mainflingen – L 2310 – L 3065 in Zellhausen  |
| K 186 | Klein-Krotzenburg Mitte – L 3065 in Klein-Krotzenburg                        |
| K 191 | in Mühlheim am Main – L 3064 – Lämmerspiel –                                 |
| K 192 | (K 192 in Offenbach am Main) – Kreisgrenze – in Mühlheim am Main             |
| K 193 | (K 985 im Main-Kinzig-Kreis) – Mainfähre – Kreisgrenze – in Mühlheim am Main |

## Nummerierung der Kreisstraßen im Regierungsbezirk Darmstadt
Die Kreisstraßen im Regierungsbezirk Darmstadt wurden ursprünglich nach einem bestimmten Nummernplan durchnummeriert. Hierbei wählte man für den Kreis Bergstraße die niedrigsten und für den Main-Kinzig-Kreis die höchsten Kreisstraßennummern.
Die Nummerierung erfolgte in der Regel in folgender Reihenfolge:
Kreis Bergstraße, Odenwaldkreis, Landkreis Darmstadt-Dieburg, Kreis Groß-Gerau, kreisfreie Stadt Darmstadt, Landkreis Offenbach, kreisfreie Stadt Offenbach am Main, Wetteraukreis, Rheingau-Taunus-Kreis, Hochtaunuskreis, kreisfreie Stadt Wiesbaden, Main-Taunus-Kreis, kreisfreie Stadt Frankfurt am Main und schließlich Main-Kinzig-Kreis.
Auch die Nummerierungen der Kreisstraßen im Lahn-Dill-Kreis und im Landkreis Limburg-Weilburg, die seit dem 1. Januar 1981 zum Regierungsbezirk Gießen gehören, folgen großenteils noch diesem Nummernplan.